# Ivan Deyanov
Ivan Deyanov (bulgare : Иван Деянов), né le 16 décembre 1937 en Bulgarie et mort le 26 septembre 2018, est un joueur de football international bulgare qui évoluait au poste de gardien de but.

## Biographie

### Carrière en club
Avec le club du Lokomotiv Sofia, Ivan Deyanov remporte un championnat de Bulgarie. Avec cette même équipe, il dispute trois matchs en Coupe d'Europe des clubs champions lors de la saison 1964-1965.

### Carrière en sélection
Avec l'équipe de Bulgarie, Ivan Deyanov joue 10 matchs entre 1964 et 1966. Il reçoit sa première sélection en équipe nationale le 24 avril 1964 contre l'Union soviétique, et sa dernière le 6 novembre 1966 contre la Yougoslavie.
Il figure dans le groupe des sélectionnés lors de la Coupe du monde de 1966. Lors du mondial organisé en Angleterre, il ne joue aucun match. Il dispute toutefois trois matchs comptant pour les tours préliminaires de cette compétition.

## Palmarès
Lokomotiv Sofia
- Championnat de Bulgarie (1) :
  - Champion : 1963-64.